# Loiseaubryum nutans
Loiseaubryum nutans là một loài Rêu trong họ Funariaceae. Loài này được (Mitt.) Fife mô tả khoa học đầu tiên năm 1985.